# Prvenstvo BLP 1928-1929
Il Prvenstvo Beogradskog loptičkog podsaveza 1928./29., in cirillico Првенство Београдског лоптичког подсавеза 1928./29., (it. "Campionato della sottofederazione calcistica di Belgrado 1928-29") fu la decima edizione del campionato organizzato dalla Beogradski loptački podsavez (BLP).
Il torneo fu vinto dal BSK Belgrado, al suo quinto titolo nella BLP.

Questa vittoria diede ai biancorossi l'accesso al Državno prvenstvo 1929 (il campionato nazionale jugoslavo) assieme ai vincitori delle altre sottofederazioni.
Il campionato era diviso era diviso fra le squadre di Belgrado città (divise in più classi, razred) e quelle della provincia (divise in varie parrocchie, župe). La vincitrice della 1. razred disputava la finale sottofederale contro la vincente del campionato provinciale.

## Prima classe

### Classifica
|                   | Pos. | Squadra            | Pt | G  | V | N | P | GF | GS | QR    |
| ----------------- | ---- | ------------------ | -- | -- | - | - | - | -- | -- | ----- |
|                   | 1.   | BSK Belgrado       | 19 | 10 | 9 | 1 | 0 | 56 | 6  | 9,333 |
|                   | 2.   | Jugoslavija        | 16 | 10 | 8 | 0 | 2 | 47 | 11 | 4,272 |
|                   | 3.   | Soko Belgrado      | 11 | 10 | 5 | 1 | 4 | 29 | 13 | 2,230 |
|                   | 4.   | Jedinstvo Belgrado | 7  | 10 | 3 | 1 | 6 | 12 | 43 | 0,279 |
|                   | 5.   | BUSK Belgrado      | 4  | 10 | 1 | 2 | 7 | 7  | 44 | 0,159 |
|                   | 6.   | Obilić             | 3  | 10 | 1 | 1 | 8 | 8  | 42 | 0,190 |
| Fonte: exyufudbal |      |                    |    |    |   |   |   |    |    |       |

Legenda:
      Campione della BLP.
  Partecipa agli spareggi per l'accesso al campionato nazionale.
      Retrocessa nella classe inferiore.
Note:
Due punti a vittoria, uno a pareggio, zero a sconfitta.

### Risultati
Andata:
07.10.1928. BUSK – Jedinstvo 1–1, Soko – Obilić 5–0
14.10.1928. Jedinstvo – Soko 2–1, BSK – Obilić 5–2
21.10.1928. Jugoslavija – Soko 1–0, BSK – BUSK 5–0
28.10.1928. Soko – BUSK 5–0
04.11.1928. Jugoslavija – BUSK 4–0, Jedinstvo – Obilić 1–3
11.11.1928. BSK – Jugoslavija 2–0
25.11.1928. BSK – Soko 4–0, Obilić – BUSK 2–2
09.12.1928. Jugoslavija – Jedinstvo 4–1
16.12.1928. Jugoslavija – Obilić 11–1, BSK – Jedinstvo 16–0
Ritorno:
27.01.1929. Jugoslavija – BUSK 12–0, Jedinstvo – Obilić 2–1
10.03.1929. BSK – Jedinstvo 5–1, Soko – BUSK 13–0 (annullata perché è durata più di 90 minuti)
17.03.1929. BSK – Soko 3–3
24.03.1929. Jugoslavija – Jedinstvo 6–0, Soko – Obilić 4–0
31.03.1929. BSK – Obilić 5–0, Soko – Jedinstvo 4–1
07.04.1929. Jugoslavija – BSK 1–7
14.04.1929. Jugoslavija – Obilić 7–0, BSK – BUSK 5–0
21.04.1929. Jugoslavija – Soko 1–0, BUSK – Obilić 1–0
28.04.1929. Jedinstvo – BUSK 3–2
27.09.1929. Soko – BUSK 7–1 (ripetizione)

## Classi inferiori
Nella stagione 1928-29, la città di Belgrado contava 37 squadre divise in tre classi:
- 6 squadre in 1. razred
- 14 squadre in 2. razred (7 nel gruppo Sava e 7 nel gruppo Drava)
- 17 squadre in 3. razred (8 nel gruppo Drina e 9 nel gruppo Morava).[3]

### 2. razred

#### Gruppo Sava
Lo Zlatibor ha cambiato il nome in Palilulac il 16 settembre 1928.
```
   Squadra                         G   V   N   P   GF  GS  Q.Reti  Pti
1  
Zlatibor/Palilulac
              12  7   4   1   29  16  1,813   18
2  
Radnički
                        12  6   3   3   32  17  1,882   15
3  
Slavija
                         12  6   3   3   33  18  1,833   15
4  
Čukarički
                       12  3   6   3   18  18  1,000   12
5  Olimpija                        12  5   2   5   23  27  0,852   12
6  Ruski SK                        12  3   3   6   21  34  5,250   9
7  Karađorđe                       12  0   3   9   12  41  0,293   3
```

#### Spareggio promozione
Le vincitrici dei due gruppi di seconda classe si sfidano per un posto in prima.
```
Palilulac - 
Grafičar
                      1-2 e 0-1

Grafičar
 promosso in 
1. razred
```

## Provincia

### Beogradska župa
```
   Squadra                         G   V   N   P   GF  GS  Q.Reti  Pti
1  
Šparta Zemun
                    16  15  1   0   62  19  3,263   31
2  Pančevački SK Pančevo           16  12  0   4   63  25  2,520   24
3  
Vitez Zemun
                     16  10  3   3   50  27  1,852   23
4  ZAŠK Zemun                      16  9   1   6   46  33  1,394   19
5  Jedinstvo/Borac Pančevo         16  6   4   6   43  34  1,265   16
6  Banat Pančevo                   16  5   3   8   34  41  0,829   13
7  
Građanski Zemun
                 16  5   2   9   24  42  0,571   12
8  Trgovačka omladina Zemun        16  1   2   13  16  52  0,308   4
9  Ilirija Zemun                   16  1   0   15  16  81  0,198   2
```

### Banatska župa

#### Veliki Bečkerek
```
   Squadra                         G   V   N   P   GF  GS  Q.Reti  Pti
1  
Obilić Veliki Bečkerek
          12  10  1   1   50  17  2,941   21
2  Radnički Veliki Bečkerek        12  6   3   3   32  19  1,684   15
3  Željeznički SK Veliki Bečkerek  12  7   1   4   26  19  1,368   15
4  Borac Veliki Bečkerek           12  4   3   5   40  37  1,081   11
5  Švebiše Veliki Bečkerek         12  3   1   8   20  33  0,606   7
6  VSK Veliki Bečkerek             12  2   2   8   13  43  0,302   6
7  Kadima Veliki Bečkerek          12  0   5   7   13  32  0,406   5

In due gare è stato assegnato lo 0-3 a tavolino ad ambedue le contendenti.
[
4
]
```

#### Velika Kikinda
```
   Squadra                         G   V   N   P   GF  GS  Q.Reti  Pti
1  Srbija Velika Kikinda           4   3   1   0   27  7   3,857   7
2  Kosovo Velika Kikinda           4   2   1   1   18  8   2,250   5
3  Radnički Velika Kikinda         4   0   0   4   2   32  0,063   0
```

#### Vršac
```
   Squadra                         G   V   N   P   GF  GS  Q.Reti  Pti
1  Dušan Silni Vršac               4   3   1   0   14  4   3,500   7
2  Viktorija Vršac                 4   1   1   2   7   10  0,700   3
3  Srbija Vršac                    4   1   0   3   5   12  0,417   2
```

#### Girone finale
```
   Squadra                         G   V   N   P   GF  GS  Q.Reti  Pti
1  Dušan Silni Vršac               4   2   1   1   8   4   2,000   5
2  
Obilić Veliki Bečkerek
          4   2   0   2   12  5   2,400   4
3  Srbija Velika Kikinda           4   1   1   2   3  14   0,214   3
```

### Novosadska župa
```
   Squadra                         G   V   N   P   GF  GS  Q.Reti  Pti
1  
Mačva Šabac
                     10  8   1   1   29  9   3,222   17
2  
Vojvodina
                       10  6   1   3   24  13  1,846   13
3  
NTK Novi Sad
                    10  6   0   4   22  14  1,571   12
4  
NAK Novi Sad
                    10  4   1   5   19  18  1,056   9
5  
Građanski S. Mitrovica
          10  2   2   6   14  33  0,424   6
6  
Juda Makabi
                     10  1   1   8   11  32  0,344   3
```

### Moravska župa
```
   Squadra                         G   V   N   P   GF  GS  Q.Reti  Pti
1  
Građanski Niš
                   14  14  0   0   43  4   10,750  28
2  Pobeda Niš                      14  10  2   2   30  10  3,000   22
3  Jugoslavija Niš                 14  7   2   5   21  16  1,313   16
4  
Sinđelić Niš
                    14  7   1   6   25  9   2,778   15
5  Jedinstvo Prokuplje             14  5   2   7   13  26  0,500   12
6  Jug Bogdan Prokuplje            14  5   1   8   15  24  0,625   11
7  
Timok Zaječar
                   14  3   0   11  12  34  0,353   6
8  Konkordija Knjaževac            14  1   0   13  3   39  0,077   2
```

### Šumadijska župa
```
   Squadra                         G   V   N   P   GF  GS  Q.Reti  Pti									
1  
Šumadija Kragujevac
             7   5   2   0   22  3   7,333   12
2  Slavija Kragujevac              7   4   3   0   14  6   2,333   11
3  
Mladi radnik Kragujevac
         7   2   1   4   8   20  0,400   5
4  Jadran Kragujevac               7   2   0   5   10  15  0,667   4
5  
Daca Jagodina
                   4   0   0   4   2   12  0,167   0
```

### Braničevska župa
```
   Squadra                         G   V   N   P   GF  GS  Q.Reti  Pti
1  Viktorija Požarevac             4   3   0   1   14  5   2,800   6
2  Slavija Požarevac               4   3   0   1   7   8   0,875   6
3  Ɖurađ Smederevac Smederevo      4   0   0   4   4   12  0,333   0
```

### Zapadnomoravska župa
```
   Squadra                         G   V   N   P   GF  GS  Q.Reti  Pti
1  Car Lazar Kruševac              8   7   0   1   22  7   3,143   14									
2  Ibar Kraljevo                   8   4   1   3   9   10  0,900   9									
3  Jedinstvo Čačak                 8   3   1   4   10  14  0,714   7									
4  Era Užice                       8   2   1   5   8   13  0,615   5									
5  
Takovo Gornji Milanovac
         8   2   1   5   6   11  0,545   5
```